# Гостинное (Немировский район)
Гостинное (укр. Гостинне) — село на Украине, находится в Немировском районе Винницкой области.
Код КОАТУУ — 0523085402. Население по переписи 2001 года составляет 397 человек. Почтовый индекс — 22823. Телефонный код — 4331.
Занимает площадь 1,02 км².

## Адрес местного совета
22822, Винницкая область, Немировский р-н, с. Медвежья, ул. Ленина, 6а